# جوشوا لامب
جوشوا لامب (بالإنجليزية: Joshua Lamb)‏ هو سياسي أمريكي، ولد في 30 أكتوبر 1731، وتوفي في 27 ديسمبر 1813. انتخب عضو مجلس نواب نوفا سكوتيا.